# Georgetown (Florida)
Georgetown es un área no incorporada ubicada en el condado de Putnam en el estado estadounidense de Florida.

## Geografía
Georgetown se encuentra ubicada en las coordenadas 29°23′29″N 81°38′19″O / 29.39139, -81.63861.